# DFS Classic 1996
DFS Classic 1996 — жіночий тенісний турнір, що проходив на кортах з трав'яним покриттям Edgbaston Priory Club у Бірмінгемі (Англія). Належав до турнірів 3-ї категорії в рамках Туру WTA 1996. Відбувсь уп'ятнадцяте і тривав з 10 до 16 червня 1996 року. Десята сіяна Мередіт Макґрат здобула титул в одиночному розряді.

## Фінальна частина

### Одиночний розряд
Мередіт Макґрат —  Наталі Тозья 2–6, 6–4, 6–4
- Для Макґрат це був 4-й титул за сезон і 28-й — за кар'єру.

### Парний розряд
Елізабет Смайлі /  Лінда Вілд —  Лорі Макніл /  Наталі Тозья 6–3, 3–6, 6–1
- Для Смайлі це був єдиний титул за сезон і 38-й — за кар'єру. Для Вілд це був 2-й титул за сезон і 10-й — за кар'єру.